# Vidhaata
Vidhaata (Hindi: विधाता, vidhātā) ist ein indischer Spielfilm von Subhash Ghai aus dem Jahr 1982.

## Handlung
Shamsher Singh ist ein reicher Mann mit großem Einfluss. Sein Sohn Pratap Singh, ein Polizist, wurde noch in jungem Alter von dem Gangsterboss Jagawar Chaudhary umgebracht und hinterlässt einen Sohn, Kunal Singh, der nun bei seinem Großvater lebt. Großgezogen wird Kunal von dem alten, treuen Arbeiter Abu Baba.
Kunal wächst glücklich auf und verliebt sich in die arme Durga, die alleine mit ihrer Mutter lebt. Als Kunal seine Freundin seiner Familie vorstellen will, ist Shamsher nicht gerade begeistert, da sie unter Armut leben. Er bittet Durgas Mutter ihre Tochter von Kunal fernzuhalten. Beide wollen nun das Haus verlassen, werden jedoch belästigt. Abu Baba kommt ihnen zur Hilfe und wird daraufhin umgebracht.
Kunal ist aufgebracht und schwört Abu Babas Tod zu rächen. Seine Recherchen führen zu seinem Großvater, der anscheinend ein Doppelleben führt. Schließlich findet Kunal heraus, dass Shamshers Mitglieder niemand andere sind als die Mörder seines Vaters Pratap. Damals war Shamsher ein einfacher Lokführer, der sich in krumme Geschäfte des Bosses Mizia eingelassen hatte, um die Zukunft von Kunal finanzieren zu können.
In den Familienstreitigkeiten sieht Jagawar die Chance, das Mizia-Syndikat an sich zu reißen. Letztendlich stellt sich Shamsher auf Kunals Seite und kämpft gegen die Schurken. Shamshers ehemaliger Bahn-Kollege Gurubaksh steht ihnen zur Hilfe bei. Es kommt zu Schießereien, wo Shamsher und Jagawar umkommen. Der Film endet mit Shamshers Beerdigung, bei der Gurubaksh, Kunal und Durga trauern.

## Musik
| Songtitel                   | Sänger/in                                  |
| --------------------------- | ------------------------------------------ |
| Aa Hosh Mein Sun            | Suresh Wadkar                              |
| Hathon Ki Chand Lakeeron Ka | Suresh Wadkar, Anwar                       |
| O Saathi Aa                 | Lata Mangeshkar                            |
| Pyar Ka Imtihaan            | Asha Bhosle                                |
| Saat Saheliyan Khadi Khadi  | Kishore Kumar, Sadhana Sargam, Alka Yagnik |
| Udi Baba, Udi Baba          | Asha Bhosle                                |

## Auszeichnungen
Filmfare Award 1983
- Filmfare Award/Bester Nebendarsteller an Shammi Kapoor